# .id
.id és el domini de primer nivell territorial (ccTLD) d'Indonèsia.

## Dominis de segon nivell
L'11 de març de 2013 es va a provar un nou subdomini de segon nivell, desa, per als 65.000 pobles d'Indonèsia amb autonomia per als afers locals. Amb aquest, n'hi ha onze de possibles:
- ac.id — Institucions acadèmiques
- biz.id — Entitats comercials petites i mitjanes
- co.id — Entitats comercials
- desa.id — Pobles
- go.id — Govern i sistema governamental
- mil.id — Militars
- my.id — Personal/Blocaires
- net.id — Empresa de comunicacions/ISP
- or.id — Organitzacions formals, de comunitat
- sch.id — Escoles
- web.id — Organitzacions informals/personal